# De particulier à particulier
Pour l’article homonyme, voir De Particulier à Particulier.
Pour plus de détails, voir Fiche technique et Distribution.
De Particulier à particulier (en anglais Hotel Harabati), est une comédie dramatique française de Brice Cauvin de 2006, avec Laurent Lucas. Il fut en sélection officielle à Berlin (2006) pour le Prix Variety.

## Synopsis
Un couple de trentenaires part à Venise. Pourtant, à quelques heures du départ, ils s'en dissuadent, mais décident de n'en rien dire à leurs amis... Coup de théâtre, au bout de quelques jours, ils reçoivent des photos les montrant en voyage… à Venise ! La réalité devient irréalité, parallèle à leur couple et à leur vie professionnelle…

## Fiche technique
- Réalisateur : Brice Cauvin
- Producteur délégué : Edouard Mauriat, Dominique Andréani
- Production : 1001 Productions,  France
- Scénariste : Brice Cauvin
- Adaptateur : Jérôme Beaujour, Brice Cauvin et Pierre Schoeller
- Directeur de la photographie : Marc Tévanian
- Compositeur : Philippe Miller
- Monteuse : Agathe Cauvin
- Chef décorateur : Philippe Van Herwijnen
- Ingénieur du son : Pierre Tucat
- Distribution : Pierre Grise Distribution,  France
- Budget : 1 420 000 euros
- Box-office  France : 11 402 entrées
- N° de visa : 106 171
- Format : couleur
- Format du son : DTS
- Format d'image : 1.85 : 1
- Format de production : 35 mm
- Langues : français

## Distribution
- Philippe : Laurent Lucas
- Marion : Hélène Fillières
- Nelly : Anouk Aimée
- Sophie : Julie Gayet
- Mme Fargeon : Sabine Haudepin
- Simon Anthony : Roth Costanzo
- la réalisatrice doublage : Catherine Corsini
- la baby-sitter : Mireille Roussel
- le médecin : Jérôme Beaujour
- Catherine : Charlotte Clamens
- la mère de Marion : Évelyne Istria
- François : Husky Kihal
- Romain : Romain Alonso
- l'employé du rayon photo du BHV : Erwan Marinopoulos
- lui-même : Angelin Preljocaj
- un ouvrier arabe : Abdelkrim Bahloul

## Anecdotes

### Premier long métrage
De Particulier à Particulier est le premier film de Brice Cauvin, qui fut auparavant l'assistant réalisateur de Philippe Harel, de Pierre Salvadori, Patrice Leconte, Nicole Garcia, Romain Goupil, Ilan Duran Cohen… Par ailleurs, il est l'auteur de deux courts métrages : Faux bourdon en 1991, et Haute fidélite en 2001.

### En famille
La monteuse du film est la sœur du réalisateur
Le petit garçon qui joue Paul, Melchior Nolte, est le neveu du réalisateur, et le fils d'Agathe Cauvin sa sœur et monteuse.

## Distinctions

### Nominations
- Présentation officielle au Festival de Berlin 2006
- Prix Variety. Choisi comme l'un des 10 meilleurs films européens par Variety
- Lauréat du prix d'Aide à la Création de la Fondation Gan pour le Cinéma en 2000